# Edson
Edson – miasto w Stanach Zjednoczonych, w stanie Wisconsin, w hrabstwie Chippewa.